# Miguel Ángel Torres Segura
Miguel Ángel Torres Segura (Granada, 6 de abril de 1971) es un magistrado español.

## Biografía
Licenciado en Derecho por la Universidad de Granada, aprobó las oposiciones de judicatura en 2000, siendo destinado poco después, como juez, a Santa Fe, Granada. Ascendido a Magistrado, fue titular del Juzgado de Instrucción número 5 de Marbella, donde instruyó el caso Malaya. Su nombre saltó a los medios de comunicación en marzo de 2005 con el caso Ballena Blanca, la mayor operación policial contra el blanqueo de dinero realizada hasta el momento en España. En la actualidad es Magistrado titular del Juzgado de lo Penal número 5 de Granada.